# José Martínez (Jurist)
José Martínez y Soria (* 1968) ist ein deutscher Jurist, Professor für Agrarrecht und öffentliches Recht, Geschäftsführender Direktor des Instituts für Landwirtschaftsrecht, Direktor des Instituts für öffentliches Recht der Juristischen Fakultät der Universität Göttingen, Direktor des Deutsch-Chinesischen Instituts für Rechtswissenschaften der Universitäten Nanjing und Göttingen sowie Vizepräsident des Comité Européen de Droit Rural (C.E.D.R).

## Leben
Martínez besuchte die Jacob-Grimm-Schule in Kassel, an der er 1987 die Allgemeine Hochschulreife erlangte. Gleichzeitig erlangte er die Spanische Hochschulreife an einer Fernschule in Madrid.
Darauf folgte von 1987 bis 1992 ein Studium der Rechtswissenschaft an der Georg-August-Universität Göttingen sowie an der Universidad Nacional de Educación a Distancia. 1992 schloss er sein Studium mit dem Ersten Juristischen Staatsexamen ab.
Von 1993 bis 1996 war er Stipendiat des Cusanuswerks und wurde 1995 an der Georg-August-Universität Göttingen promoviert.
Die Promotionsschrift „Die Garantie des Rechtsschutzes gegen die öffentliche Gewalt in Spanien“ wurde mit summa cum laude bewertet und mit dem „Thesis Prize 1996“ der European Group of Public Law ausgezeichnet.
Von 1995 bis 1997 absolvierte Martinez das Rechtsreferendariat im Bezirk des Oberlandesgerichts Celle. Nachfolgend war er von 1997 bis 2003 wissenschaftlicher Mitarbeiter im Institut für Völkerrecht und Europarecht der Universität Göttingen und von 1999 bis 2006 Lehrbeauftragter für Europarecht an der Universität Kassel
Martínez habilitierte sich an der Juristischen Fakultät der Georg-August-Universität Göttingen zum Thema „Das Recht der Europäischen Raumordnung“. 2004 wurde ihm die Lehrbefugnis für Öffentliches Recht, Europarecht und Rechtsvergleichung verliehen.
Von 2004 bis 2011 war er wissenschaftlicher Referent am Institut für Völkerrecht und Europarecht der Universität Göttingen. Von 2004 bis 2005 bekleidete er eine Gastprofessur an der Technischen Universität Dresden und war 2006 als Gastdozent an der Universität Nanjing (China) und 2007 an der Universität Santo Tomás in Bogotá tätig.
Zwischen 2007 und 2009 folgten Lehrstuhlvertretungen an den Universitäten Konstanz, Frankfurt am Main und Potsdam.
Von 2009 bis 2010 war er kommissarischer Geschäftsführer des Göttinger Instituts für Landwirtschaftsrecht und wurde 2012 auf eine Stiftungsprofessur für Agrarrecht und Öffentliches Recht an der Georg-August-Universität Göttingen berufen. Martinez ist seitdem geschäftsführender Direktor des Instituts für Landwirtschaftsrecht. Ferner ist er Direktor des Instituts für Öffentliches Recht (Abteilung für ausländisches Öffentliches Recht und Rechtsvergleichung) und Mitglied des Deutsch-Chinesischen Instituts für Rechtswissenschaft.
Von 2015 bis 2018 war er Studiendekan der Juristischen Fakultät in Göttingen.
Seit 2019 ist er Gastprofessor an der Universität Macerata, Italien und „Distinguished Research Professor“ an der Guangdong Universität für Fremdsprachen und Außenhandel, Guangzhou (VR China). Seit 2022 ist er Gastprofessor an der Universität Santo Tomás in Bucaramanga (Kolumbien).

## Mitgliedschaften
- Direktor des Instituts für Öffentliches Recht (Abteilung für ausländisches Öffentliches Recht und Rechtsvergleichung)
- Direktor des Deutsch-Chinesischen Instituts für Rechtswissenschaft (seit 2021)
- Mitglied des Deutsch-Chinesischen Instituts für Rechtswissenschaft
- Mitglied des Wissenschaftlichen Beirats für Agrarpolitik, Ernährung und gesundheitlichen Verbraucherschutz (WBAE) beim BMEL
- Mitglied des Vorstandes der Deutschen Gesellschaft für Agrarrecht
- Vizepräsident des Comité Européen de Droit Rural / European Council of Rural Law (C.E.D.R)
- Member of the Scientific Committee of the Journal CEDR Journal of Rural Law
- Member of the Research Committee of Przeglad Prawa Rolnego
- Clustersprecher, Deutsche Agrarforschungsallianz (DAFA), DAFA-Fachforum Nutztiere – Cluster 3: Ländlicher Raum
- Experte für den Expertenpool des Nationalen Ausschusses TierSchG am Bundesinstitut für Risikobewertung (BfR)
- Mitglied des Kompetenznetzwerks „Nutztierhaltung“ des BMEL

## Herausgeberschaften
- Mitherausgeber der Schriften zum Agrar-, Umwelt- und Verbraucherschutzrecht[2]
- Agrarrecht – Gesetzessammlung (zusammen mit Dr. Bernd von Garmissen herausgegeben) (aktuell 2. Auflage, Clenze 2018, ISBN 978-3-86263-141-4)
- Martínez ist Hauptschriftleiter der Zeitschrift Agrar- und Umweltrecht[3]

## Veröffentlichungen (Auswahl)
- Die Garantie des Rechtsschutzes gegen die öffentliche Gewalt in Spanien. Duncker & Humblot, Berlin 1997 (zugl. Dissertation), ISBN 978-3-428-08782-2.
- als Hrsg. mit Mechthild Düsing: Agrarrecht – Querschnittkommentar. C. H. Beck, München 2016, ISBN 978-3-406-67858-5.
  - Darin: Kommentierung des Grundstücksverkehrsgesetzes, der Grundstücksverkehrsordnung und des Reichssiedlungsgesetzes.
- Kommentierungen in: Christian Calliess, Matthias Ruffert (Hrsg.), EUV/AEUV; 5. Aufl., C.H. Beck, München 2016, ISBN 978-3-406-68602-3.
  - Darin: Titel III Die Landwirtschaft und die Fischerei sowie Titel VI Der Verkehr
- Paradigmenwechsel in der landwirtschaftlichen Nutztierhaltung – von betrieblicher Leistungsfähigkeit zu einer tierwohlorientierten Haltung. In: Rechtswissenschaft. 3, 2016, S. 441–467. Sonderheft Tiere im Recht.
- Landwirtschaft 4.0 – Rechtlicher Rahmen und Herausforderungen der Digitalisierung der Landwirtschaft. In: Agrar- und Umweltrecht. 11, 2016, S. 401–407.
- mit Weingarten P., Balmann A., Birner R., Christen O., Gauly M., Grethe H., Latacz-Lohmann U., Nieberg H., Pischetsrieder M., Renner B., Schmid JC., Spiller A., Taube F. und Voget-Kleschin L.(2019): Möglichkeiten, Ansatzpunkte und Grenzen einer Verwaltungsvereinfachung der Gemeinsamen Agrarpolitik der EU. In: Berichte über Landwirtschaft. Sonderheft 226, 2019.
- mit Latacz-Lohmann, U., Balmann A., Birner R., Christen O., Gauly M., Grethe H., Latacz-Lohmann U., Nieberg H., Pischetsrieder M., Renner B., Schmid JC., Spiller A., Taube F., Voget-Kleschin L. und Weingarten P. (2019): Zur effektiven Gestaltung der Agrarumwelt- und Klimaschutzpolitik im Rahmen der Gemeinsamen Agrarpolitik der EU, in: Berichte über Landwirtschaft. Sonderheft 227, 2019.
- Die Gemeinsame Agrar- und Fischereipolitik der Union. In: Niedobitek (Hrsg.): Europarecht, Grundlagen und Politiken der Union. 2. Aufl., Berlin/Boston 2020, S. 1391–1445, ISBN 978-3-11-049689-5
- mit Spiller A., Renner B., Voget-Kleschin L., Arens-Azevedo U., Balmann A., Biesalski H. K., Birner R., Bokelmann W., Christen O. †, Gauly M., Grethe H., Latacz-Lohmann U., Nieberg H., Pischetsrieder M., Qaim M., Schmid J. C., Taube F., Weingarten P. Politik für eine nachhaltigere Ernährung: Eine integrierte Ernährungspolitik entwickeln und faire Ernährungsbedingungen gestalten.  In: Berichte über Landwirtschaft Sonderheft 230, 2020.
- mit Poppe, A.-L. Gesetz über die Landwirtschaftliche Rentenbank, Handkommentar. 1. Aufl., Baden-Baden 2021, ISBN 978-3-8487-7140-0;
  - zugleich erschienen in: mit Poppe, A.-L. Das Deutsche Bundesrecht, Teil IV E, 1356. Lieferung, Dezember 2020, ISBN 978-3-7890-0191-8.
- Landwirtschaft und Umweltschutz. In: Gesellschaft für Umweltrecht (Hrsg.): Dokumentation zur 43. wissenschaftlichen Fachtagung der Gesellschaft für Umweltrecht e.V. Leipzig 2019 in der Reihe: Tagungen der Gesellschaft für Umweltrecht e.V. (GfU); Band 51, Berlin 2021, S. 99–125, ISBN 978-3-503-19426-1.
- Data Protection as a Limit to Communication Rights - A General Vision of Data Protection in Europe. In: Loreto Corredoira (Editor), Ignacio Bel (Editor), Rodrigo Cetina Presuel (Editor): The Handbook of Communication Rights, Law, and Ethics. Hoboken, New Jersey 2021, S. 159–170, ISBN 978-1119719403.
- Landwirtschaft, Fischerei. In: Immenga, Mestmäcker: Wettbewerbsrecht. Band 5: Beihilfenrecht. 6. Aufl., C.H. Beck, München 2021, ISBN 978-3-406-72485-5.